# Schaum
| Flüssiger Schaum                             |
| Hexagonale Ordnung und Chaos in einem Schaum |
| Fester Schaum: Bimsstein                     |

Schaum (über mittelhochdeutsch schūm von althochdeutsch scūm oder evtl. lateinisch spuma) besteht aus gasförmigen Bläschen, die von festen oder flüssigen Wänden eingeschlossen sind. Für die Brandbekämpfung verwendeten Schaum nennt man Löschschaum. Die Bildung von Schaum bezeichnet man als Schäumen oder Aufschäumen.

## Flüssige Schaumwände
Flüssiger Schaum besteht aus kleinen Gasbläschen, die durch flüssige Wände getrennt sind, welche von Tensiden und meist Wasser gebildet werden. Tenside haben zwei unterschiedlich strukturierte Enden. Ein Ende ist hydrophil, das heißt „wasserliebend“. In den folgenden Abbildungen sind diese Enden durch ein Minuszeichen oder einen roten Punkt gekennzeichnet. Das andere Ende ist hydrophob (wasserabstoßend) beziehungsweise lipophil (fettliebend).
Durch diese Struktur sind die Moleküle oberflächenaktiv, d. h., sie versuchen sich so anzuordnen, dass der hydrophobe Teil nicht mit Wasser in Berührung kommt. Das kann im Wesentlichen auf drei Arten erfolgen:
| Oberflächenschicht | Mizelle                                                                                 | Doppelschicht |
| (1) Die Moleküle lagern sich an der Grenzfläche zwischen Wasser und Luft an und senken die Oberflächenspannung des Wassers. | (2) Die Moleküle ballen sich zusammen, bilden Mizellen und sind so in Wasser „löslich“. | (3) Bildet die Flüssigkeit einen dünnen Film, lagern sich die Moleküle in zwei flachen Schichten an. Die hydrophilen Enden ragen analog wie in Abb. (1) in die Lösung. |

- Die Tenside lagern sich an der Grenzfläche zwischen Wasser und Luft an. Sie senken so die Grenzflächenspannung. Die Grenzflächenspannung bezeichnet man im Fall einer Fläche zwischen Flüssigkeit und Gasphase als Oberflächenspannung.
- Die Tenside können sich in der Regel in Wasser „lösen“, indem sie sich zusammenballen und kleine Kugeln bilden. Die hydrophoben Enden zeigen zum Mittelpunkt. Es bilden sich sogenannte Mizellen. Damit stehen Tenside „in Reserve“ zur Verfügung, um bei einer Vergrößerung der Grenzflächen die neue Fläche mit Molekülen zu besetzen.
- Mit Tensiden kann sich leichter ein Wasserfilm mit zwei Oberflächenschichten bilden. Der Film liegt z. B. bei einer Seifenblase vor. Die hydrophilen Enden ragen auch hier in die wässrige Phase.

Die Herabsetzung der Oberflächenspannung der wässrigen Phase durch Anlagerung von Tensiden an der Grenzfläche Wasser/Luft hat zur Folge, dass durch Aufschlagen, Einblasen oder ähnliche Methoden Luft in eine solche Lösung eingebracht werden kann und die so erzeugten Luftbläschen partiell durch die Ausbildung einer Oberflächenschicht stabilisiert werden können, ohne schnell zu koaleszieren. Schaum ist mithin eine Dispersion von Luft in einer tensidhaltigen Lösung, wobei ein dreidimensionales Netzwerk flüssiger Lamellen als kontinuierliche Phase die Luft einschließt und so Polyeder bildet. Daher nennt man solchen Schaum auch Polyederschaum.
| Bildung von Schaum durch aufsteigende Luftblasen. | Nahaufnahme von Badeschaum | Bildung einer Schaumblase |
| Bildung von Schaum durch eingebrachte Luft. Es bilden sich kugelförmige Blasen, wenn genügend Abstände zu anderen Blasen vorliegen. Kommen sich die Blasen nahe genug, bilden sie gemeinsame, fast ebene Kontaktflächen (Polyederbildung). | Schaum auf der Oberfläche eines Scanners. Die Polyederbildung im inneren des Schaums ist hier sichtbar (siehe auch Mehrere verbundene Seifenblasen und Plateaus Regeln). | Bildung einer Schaumblase, der „Seifenblase“. Auch in einem Wasserfilm (interlamellare Flüssigkeit) befinden sich noch „gelöste“ Tenside. |

Je nach den strukturellen und elektrostatischen Eigenschaften der oberflächenaktiven Moleküle entstehen Schaumbläschen mit unterschiedlicher Größe, Wandstärke und Lebensdauer. Prinzipiell ist die Lebensdauer eines flüssigen Schaums begrenzt. Schäume sind thermodynamisch gesehen metastabile Systeme, da das Gesamtsystem bestrebt sein wird, die sehr große Grenzfläche Wasser/Luft auf einen Minimalwert zu verringern. Aufgrund der Schwerkraft fließt die interlamellare Flüssigkeit zwischen den Schaumbläschen langsam nach unten. Damit wird die Wand im oberen Bereich immer dünner, bis sie dort zerreißt.
Schaumverhüter und Entschäumer beschleunigen den Zerfall des Schaumes. Der Marangoni-Effekt trägt hingegen zu einer Stabilisierung von Schäumen unter dynamischen Bedingungen bei.
Neben den oben beschriebenen Polyederschäumen, die sich nur bei Anwesenheit von Tensiden bilden, gibt es auch Kugelschäume. Sie bestehen aus selbstständigen Blasen, die sich gegebenenfalls bei Berührung untereinander vereinigen. Die Lebensdauer dieser Schäume ist abhängig von der Zähigkeit (Viskosität) der Flüssigkeit. In niederviskosen Flüssigkeiten wie Wasser zerfällt der Schaum in Sekunden. (Beispiel: Öffnen einer Flasche mit CO2-haltigem Mineralwasser.)

### Probleme aufgrund flüssiger Schäume
Die Schaumbildung in Flüssigkeiten verursacht in verfahrenstechnischen Anlagen häufig Probleme, da der Schaum in Anlagenbereiche vordringt, wo die Flüssigkeit nicht hingelangen soll. Dies ist beispielsweise beim Destillieren von Lösungsmitteln bei der Herstellung von Kunstharzen der Fall, wo das nunmehr gasförmige Lösungsmittel ein Aufschäumen des Harzes verursacht. Üblicherweise werden hier Entschäumer zugesetzt.

### Zweidimensionaler Schaum
Als Zweidimensionalen Schaum bezeichnet man Polyederschäume, bei denen die Polyeder nur nebeneinander liegen. Dazu wird der Schaum zwischen zwei Glasplatten zusammengedrückt, die Blasen werden also auf zwei Dimensionen beschränkt. Der Plattenabstand muss kleiner sein als der Durchmesser der kleinsten Blase. Da keine Blasen übereinander liegen, lässt sich ein zweidimensionaler Schaum gut beobachten.

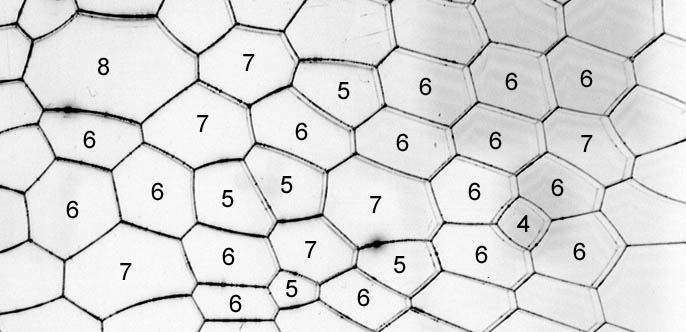
Schaumzellen mit Eckenanzahl

Zwischen zwei benachbarten Zellen mit gleicher Eckenzahl verläuft die Lamelle gerade. Haben zwei benachbarte Zellen unterschiedliche Eckenzahlen, ist die Lamelle dazwischen gekrümmt, und zwar in Richtung der Zelle mit der höheren Eckenzahl.
In Zellen mit höherer Eckenzahl herrscht somit ein geringerer Luft-Druck. Das Von-Neumann-Gesetz beschreibt, wie sich die Größe der Schaumzellen zeitlich ändert.

## Feste Schaumwände
Fester Schaum besteht aus kleinen Gasbläschen, die durch feste (also nicht-flüssige) Wände getrennt sind. Hierzu gehören sowohl in weitem Bereich elastisch verformbare Schwämme, wie beispielsweise ein Topfschwamm, als auch nur plastisch verformbare „harte“ Schäume, wie zum Beispiel die Hartschaumplatte.
Beispiele:
Weichschaum
- Schaumstoffe
- Schaumgummi

Hartschaum, polymer
- Ortschaum und Montageschaum zur Montage im Bauwesen (z. B. Fenster, Türen)
- Polystyrolschaum (Handelsname z. B. Styropor) als Dämm- und Verpackungsmaterial, wird in unterschiedlicher Steifigkeit hergestellt, z. B. als elastische Trittschalldämmplatte oder als druckbeständige Perimeterdämmplatte
- Hartschaumplatten für die Wärmedämmung im Bauwesen und Sandwichschaum bei Faserverbundwerkstoffen (z. B. PVC-Hartschaum)

Hartschaum, mineralisch
- Schaumglas
- Aerogele
- Schaumbeton
- Bimsstein, ein poröses glasiges Vulkangestein, dessen spezifisches Gewicht kleiner als das von Wasser ist

Hartschaum, sonstige
- Metallschäume, wie z. B. Aluminiumschaum für hochfeste, aber leichte Metallkonstruktionen
- Syntaktische Schäume, die anstelle von gasgefüllten Hohlräumen Mikrohohlkörper enthalten
- Luftschokolade

## Einteilung im Schema der chemischen Stoffe
|  |  |
|  |  |

|  |  |  |  |  |
|  |  |  |  |  |

|  |  |
|  |  |

|  |  |  |  |  |
|  |  |  |  |  |
|  |  |  |  |  |

Ein Schaum ist eine in der Regel eher grobdisperse Nichtlösung von Gas in einer Flüssigkeit. Daneben werden auch solche Nichtlösungen als Schaum bezeichnet, bei denen die Flüssigkeit zu einem Feststoff erstarrt ist. Nichtlösungen von Flüssigkeiten, oder Gasen in Feststoffen haben abhängig von Entstehung und Gefüge jedoch andere Bezeichnungen. So bezeichnet beispielsweise Sintermetall aus der Entstehung heraus ein festes Gefüge von Metallpartikeln, welches offenporig ist und damit zulässt, dass eingeschossene Flüssigkeiten, oder Gase durch andere ersetzt werden. Feindisperse Sedimente sind Schlämme, also eine Form der Nichtlösung von Flüssigkeiten in Feststoffen.

## Siehe auch

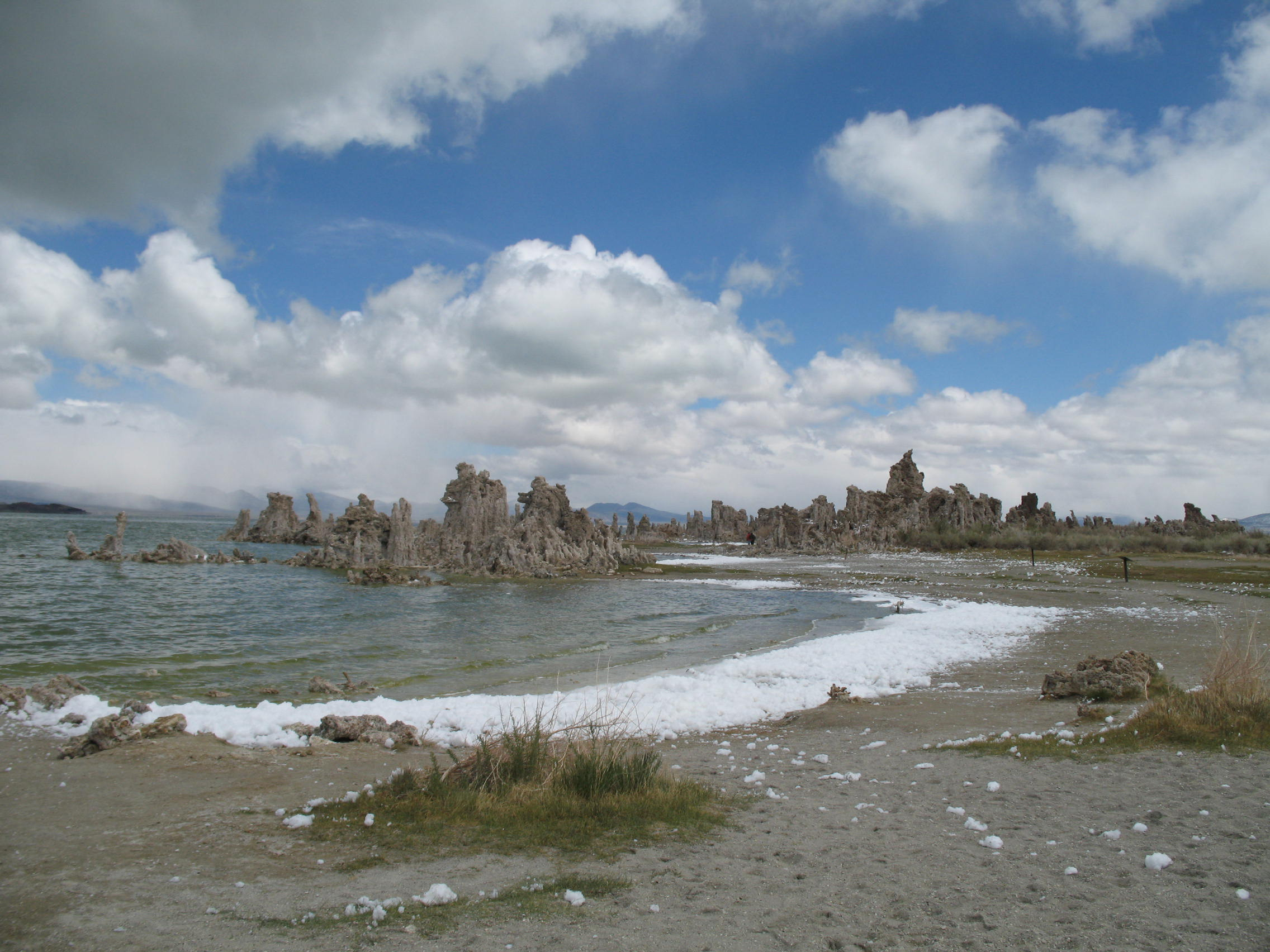
Schaumbildung durch Wellenschlag (Eiweißgemisch abgestorbener Algen)

## Freizeitkulturelle Aspekte
- Bierschaum
- Crema (Kaffee)
- Schaumbad
- Schaumparty
- Schaumwein